# Красилів (станція)
Красилів — проміжна станція Жмеринської дирекції Південно-Західної залізниці на дільниці Старокостянтинів I — Гречани між зупинними пунктами Кузьмин (7 км) та Западинці (7 км). Розташована на західній околиці села Щиборівка Хмельницького району Хмельницької області в передмісті Красилова.
На вокзалі станції є зал чекання, каси продажу квитків на поїзди приміського та далекого сполучення.

## Історя
Станція відкрита у 1914 році.
За ініціативи хмельницької молодіжної організації Пластовий рух «Сокіл» та за підтримки місцевої міської і районної влади, 14 січня 2012 року, відбулося урочисте відкриття пам'ятної меморіальної дошки на фасаді залізничного вокзалу станції Красилів відомому одеському лікареві-гомеопату, українському політичному діячеві, полковнику армії УНР Іванові Луценку, який загинув у бою за станцію Красилів 7 квітня 1919 року.

## Пасажирське сполучення
Через станцію Красилів курсують пасажирські та приміські дизель-поїзди.
З 18 березня 2020 року, у зв'язку з поширенням коронавірусної хвороби в Україні, пасажирське сполучення на лінії Шепетівка — Калинівка II до станції Гречани, як і по всій Україні, було скасоване. Лишався лише рух вантажних поїздів. 
У квітні-травні 2021 року було частково відновлене пасажирське сполучення — відновлено рух поїзда № 139/140 Київ — Кам'янець-Подільський — Київ. З 30 серпня 2021 року відновлено рух приміського поїзда № 6371/6372 сполученням Шепетівка — Хмельницький — Шепетівка (крім суботи та неділі).